# 文苑英華
《文苑英華》是宋太宗時李昉、扈蒙、宋白、徐鉉等二十餘人共同編纂的文學總集。《文苑英華》於太平興國七年（982年）開始編輯，後來宋太宗又命蘇易簡、王祐、范杲、宋湜及宋白等人參修。雍熙三年（986年）完成初稿，篇幅多達一千卷，所選詩文共二萬三百余首。

## 特點
文苑英華選材侷限與《文選》相銜接，上自南朝梁代，下至五代，按文體分賦、詩、歌行、雜文，還收錄了詔誥、書判、表疏、碑誌……等，可用來考訂史實。其中唐人作品佔十分之九。

## 缺點
《文苑英華》成书草率，內容有不少缺失，“原修书时，历年颇多，非出一手。丛脞重复，首尾冲决。一诗或指为二，二诗或合为一，姓氏差互，先后颠倒，不可胜计”。

## 校刊
景德四年（1007年）又重新编选，並進行“删繁补阙”的工作。祥符二年（1009年）又命石待问、张秉、薛映、戚纶、陈彭年等复校。終北宋一朝，《文苑英華》遲未刊刻。南宋時，还在做补删工作，周必大退隱“老丘園”，邀集胡柯、彭叔夏等好友進行再校訂工作，書中多補有異文“一作……”或“集作……”，嘉泰元年（1201年）終於付印。今存者即此校定本。彭叔夏曾将部分校文写成《文苑英華辨證》十卷，將問題分“十類四十五子目”。清朝勞格又有《辯證拾遺》。一般以為清朝編《全唐文》其實是以《文苑英華》爲底本，如李商隐《樊南文集》即是從《文苑英华》中輯出。李慈銘《越縵堂日記》指出“所收赋至一百五十卷，唐赋居十之七八，陈陈相因，最无足现”；又说“其杂文中不收柳柳州《乞巧文》、昌黎《送穷文》，而收沈下贤为邯郸妓李容子所作《乞巧文》，殊不可解。”